# Danae Kyriakopoulou
 (février 2023).
Danae Kyriakopoulou est une économiste grecque, basée à Londres.
Spécialiste de la macroéconomie, elle est actuellement l'économiste en chef et la directrice de la recherche du Forum officiel des institutions monétaires et financières (en) (OMFIF).

## Biographie
Danae Kyriakopoulou a grandi à Athènes, en Grèce, avant de rejoindre le Royaume-Uni, où elle a obtenu une licence universitaire en philosophie, politique et économie ainsi qu'une maîtrise en économie du développement de l'Université d'Oxford.
Danae Kyriakopoulou a reçu le prix de la collection de deux directeurs principaux pour deux de ses publications à Oxford, l'une sur l'économétrie et la seconde, pour sa publication sur la microéconomie.
Danae Kyriakopoulou a ensuite travaillé quelques mois pour la Banque de Grèce en 2013 en tant qu'économiste. Elle est revenue au Royaume-Uni la même année et a obtenu un poste d'économiste principale au Centre pour l'Économie et la Recherche sur les Entreprises (en) (CERE) à Londres.
De mai à décembre 2015, Danae Kyriakopoulou a occupé un poste de conseiller économique principal à l'Institut des comptables agréés d'Angleterre et du Pays de Galles (en), tout en travaillant au CERE. En 2016, elle devient économiste en chef et directrice de la recherche pour le Forum officiel des institutions monétaires et financières.
Elle parle couramment l'anglais, l'allemand, le grec et l'espagnol.
En 2016, elle figurait sur la liste des 36 meilleurs économistes européens à suivre sur Twitter par Business Insider.

## Recherches
Les recherches de Danae Kyriakopoulou sont axées sur la macroéconomie, l'économie européenne, la finance verte et l'économie du développement. Ses travaux et interventions médiatiques portent notamment sur la guerre commerciale entre les États-Unis, la Chine et l'Union européenne, la crise de la dette grecque, et les initiatives du secteur financier dans la lutte contre le changement climatique,.